# Drosophila testacea
Drosophila testacea é uma espécie de mosca da fruta. Foi originalmente descrita por von Roser em 1840. Essas moscas são amarelas no verão, mas ficam com uma cor negra no inverno. Tem íntima relação com cogumelos.